# 변형 모니터링

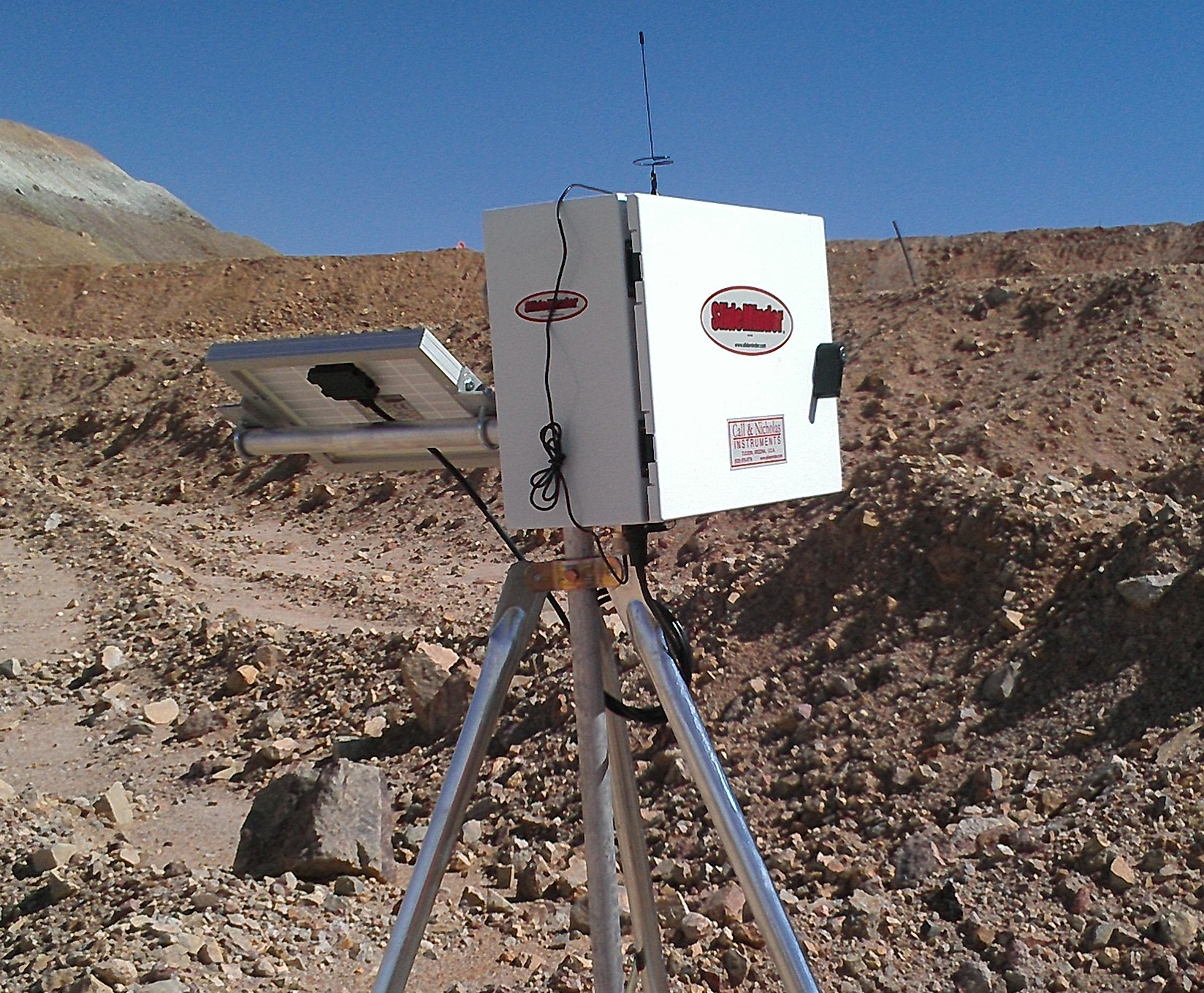
슬로프 변형을 모니터링하는 무선 원격 측정 유선 신율 계.

변형 모니터링 또는 변형조사는 부하에 의해 일어나는 응력의 결과로서의 물체의 형상 또는 치수의 변화를 체계적으로 측정 및 추적하는 것이다. 변형 모니터링은 추가 계산, 변형 분석, 예측 유지보수 및 알람에 사용될 수 있는 로깅 측정치의 주요 컴포넌트이다.
변형 모니터링은 주로 응용측량 분야와 관련되어 있는데 토목, 기계공학, 건설, 지질학에도 관련이 있는 경우가 있다. 변형 모니터링에 사용되는 측정장치는 어플리케이션, 선택된 방법 및 권장되는 측정간격에 따라 달라진다.

## 측정 장치
측정 디바이스(또는 센서)는 측지 센서와 지질 공학 센서의 2개의 주요한 그룹으로 분류할 수 있다. 두 측정장치는 현대의 변형감시에서 매끄럽게 조합할 수 있다.
- 측지 측정 장치는 1 차원, 2 차원 또는 3 차원에서 지리적 참조 (모니터링 영역 외부의 설정된 위치에 상대적) 변위 또는 움직임을 측정한다. 여기에는 토탈 스테이션, 레벨, InSAR,[2] 및 글로벌 내비게이션 위성 시스템 수신기와 같은 기기의 사용이 포함된다.
- 지반 공학 측정 장치는 외부 지리 참조없이 변위 또는 움직임 및 관련 환경 영향 또는 조건을 측정한다. 이 같은 장비의 사용이 포함 신율,[3] 피에조 미터, pressuremeters, 우량계, 온도계, 기압계, 틸트 미터,[4] 가속도계, 지진계 등

## 사용처
다음 사용처에 변형 모니터링이 필요할 수 있다.
- 댐[5]
- 도로
- 터널
- 교량 및 육교
- 고층 및 역사적 건물[6]
- 기초
- 건설 현장
- 채광[7]
- 산사태 지역[8]
- 화산
- 정착지
- 지진 지역

## 행동 양식
변형모니터링은 수동 또는 자동 중 하나이다. 수동 변형 모니터링이란 센서 또는 기기를 수동으로 조작하거나 수집한 데이터를 변형 모니터링 기기에서 수동으로 다운로드하는 것이다. 소프트웨어 및 하드웨어 요소 그룹의 자동 변형 모니터링 동작으로 일단 셋업이 되면 기능을 하기 위해 인간의 입력이 필요 없다.
모니터링 시스템에 의해 수집 된 데이터의 변형 분석 및 해석은이 정의에 포함되지 않는다.
자동화 된 변형 모니터링을 위해서는 기기가 기지국과 통신해야한다. 사용되는 통신 방법은 다음과 같다.
- 전송 케이블 ( RS-232, RS-485, 광섬유 )
- LAN (Local Area Network)
- 무선 LAN ( WLAN )
- 이동 통신 ( GSM, GPRS, UMTS )
- WiMax

## 규칙성 및 일정
모니터링의 정기성과 시간 간격은 모니터링 대상 어플리케이션과 오브젝트에 따라 고려해야 한다. 물체는, 고속으로 고주파인 움직임과 천천히 한 움직임 양쪽 모두를 받을 수 있다. 예를 들어, 트래픽과 바람의 영향으로 몇 초 간격으로 브릿지가 진동하고 구조 변화에 따라 서서히 변동될 수 있다.
- 규칙 성 : 수동 모니터링의 경우 일, 주 또는 년의 범위와 자동 모니터링 시스템의 경우 연속이다.
- 측정 간격 : 몇 분의 1 초에서 몇 시간까지의 범위이다.

## 변형 분석
변형해석은 측정된 변위가 응답을 보증하기에 충분한 중요성을 가지는지 여부를 판정하는 것에 관한 것이다. 변형 데이터는 통계적 유의성을 확인한 후에 특정 한도에 비추어 확인하고, 특정 한도를 밑도는 움직임이 잠재적인 위험을 시사하고 있는지 여부를 확인할 필요가 있다.
소프트웨어는 센서로부터 데이터를 취득하고 측정 결과에서 의미 있는 값을 계산하고 결과를 기록하고 문턱을 넘었을 경우에 책임자에게 통지할 수 있다. 그러나 인적작 사람은 해당 이동에 대한 적절한 대분에 대하여 예를 들어 현장 검증, 구조물 수리 등의 사후 대응, 정지 프로세스, 차단 프로세스, 현장 대피 등의 사후 대응 등을 고려해야 한다

## 같이 보기
- 변형 조사
- 공학 지질학
- 경사 안정성
- 구조적 상태 모니터링

## 참고 문헌
1. ↑  Literature, Edited by J.F.A Moore (1992). Monitoring Building Structures. Blackie and Son Ltd. ISBN 0-216-93141-X, USA and Canada ISBN 0-442-31333-0
2. ↑  Dai, Keren; Li, Zhenhong; Tomás, Roberto; Liu, Guoxiang; Yu, Bing; Wang, Xiaowen; Cheng, Haiqin; Chen, Jiajun; Stockamp, Julia (December 2016). “Monitoring activity at the Daguangbao mega-landslide (China) using Sentinel-1 TOPS time series interferometry”. 《Remote Sensing of Environment》 186: 501–513. doi:10.1016/j.rse.2016.09.009. ISSN 0034-4257.
3. ↑  Pardo, Juan Manuel; Lozano, Antonio; Herrera, Gerardo; Mulas, Joaquín; Rodríguez, Ángel (2013년 9월 15일). “Instrumental monitoring of the subsidence due to groundwater withdrawal in the city of Murcia (Spain)”. 《Environmental Earth Sciences》 (영어) 70 (5): 1957–1963. doi:10.1007/s12665-013-2710-7. ISSN 1866-6280.
4. ↑  Díaz, E.; Robles, P.; Tomás, R. (October 2018). “Multitechnical approach for damage assessment and reinforcement of buildings located on subsiding areas: Study case of a 7-story RC building in Murcia (SE Spain)”. 《Engineering Structures》 173: 744–757. doi:10.1016/j.engstruct.2018.07.031. ISSN 0141-0296.
5. ↑  Tomás, R.; Cano, M.; García-Barba, J.; Vicente, F.; Herrera, G.; Lopez-Sanchez, J.M.; Mallorquí, J.J. (May 2013). “Monitoring an earthfill dam using differential SAR interferometry: La Pedrera dam, Alicante, Spain”. 《Engineering Geology》 157: 21–32. doi:10.1016/j.enggeo.2013.01.022. ISSN 0013-7952.
6. ↑  Tomás, Roberto; García-Barba, Javier; Cano, Miguel; Sanabria, Margarita P; Ivorra, Salvador; Duro, Javier; Herrera, Gerardo (November 2012). “Subsidence damage assessment of a Gothic church using differential interferometry and field data”. 《Structural Health Monitoring》 11 (6): 751–762. doi:10.1177/1475921712451953. ISSN 1475-9217.
7. ↑  Herrera, G.; Álvarez Fernández, M.I.; Tomás, R.; González-Nicieza, C.; López-Sánchez, J.M.; Álvarez Vigil, A.E. (September 2012). “Forensic analysis of buildings affected by mining subsidence based on Differential Interferometry (Part III)”. 《Engineering Failure Analysis》 24: 67–76. doi:10.1016/j.engfailanal.2012.03.003. ISSN 1350-6307.
8. ↑  Dai, Keren; Li, Zhenhong; Tomás, Roberto; Liu, Guoxiang; Yu, Bing; Wang, Xiaowen; Cheng, Haiqin; Chen, Jiajun; Stockamp, Julia (December 2016). “Monitoring activity at the Daguangbao mega-landslide (China) using Sentinel-1 TOPS time series interferometry”. 《Remote Sensing of Environment》 186: 501–513. doi:10.1016/j.rse.2016.09.009. ISSN 0034-4257.

- 문학, B. Glisic 및 D. Inaudi (2008). 구조 상태 모니터링을 위한 광섬유 방법 . 와일리.ISBN 978-0-470-06142-8ISBN 978-0-470-06142-8
- 문학, John Dunnicliff (1988,1993). 현장 성능 모니터링을 위한 지반 계측 . 와일리.ISBN 0-471-00546-0ISBN 0-471-00546-0

## 추가 자료
- American Surveyor, 고도 모니터링 (페이지 6-12) 보관됨 2016-03-03 - 웨이백 머신
- Bozzano, Francesca; Cipriani, Ivan; Mazzanti, Paolo; Prestininzi, Alberto (2011). “Displacement patterns of a landslide affected by human activities: Insights from ground-based InSAR monitoring”. 《Natural Hazards》 59 (3): 1377. doi:10.1007/s11069-011-9840-6.
- 북미 최대 구리 광산, 자동 광산 모니터링 통합 시스템 보관됨 2016-03-03 - 웨이백 머신
- 사면 불안정 위험 관리에 SSR (Slope Stability Radar) 사용, AusIMM Bulletin, 2008년 1월 / 2 월
- Douglas S. Roy, PE, M.ASCE 및 Pierre Gouvin, AMASCE의 자동 전동 토탈 스테이션의 응용 및 제한 사항
- The American Surveyor (2007년 10월)-24/7 구조 모니터링 보관됨 2016-03-03 - 웨이백 머신
- 결합 된 GNSS 위성 수신기 및 로봇 토탈 스테이션을 사용하여 열린 구덩이 광산 모니터링
- Trimble 4D Control, Trimble Survey Controller, Trimble S8 Total Station 백서, Trimble 2007을 사용한 엔지니어링 솔루션
- 단일 주파수 GPS를 통한 RTK 및 후 처리 모니터링의 발전
- Nachweis von Turmbewegungen mit einem Multisensorsystem
- 홍콩 교량의 실시간 운동학 모니터링
- FIG 2001-최신 모니터링 시스템 소프트웨어 개발